# Smart Forfour
El Smart Forfour (estilitzat com «Smart Forfour») és un vehicle del segment A presentat i produït per Smart durant dues generacions. La primera es va comercialitzar a Europa de 2004 a 2014 (5 portes, motor davanter) i la segona es comercialitza a Europa de 2014 a l'actualitat (5 portes, motor posterior).
La primera generació del Forfour només es va comercialitzar a Europa del 2004 al 2014 i en Austràlia com un 4 portes, hatchback 5 portes, compartint la plataforma del Mitsubishi Colt. Després de 8 anys, la segona generació va debutar al juliol de 2014, compartint la seva plataforma amb el Renault Twingo de tercera generació (4 portes, motor posterior) i la mecànica del Smart Fortwo de tercera generació (2 portes, motor posterior).

## Primera generació (w454, de 2004 a 2014)

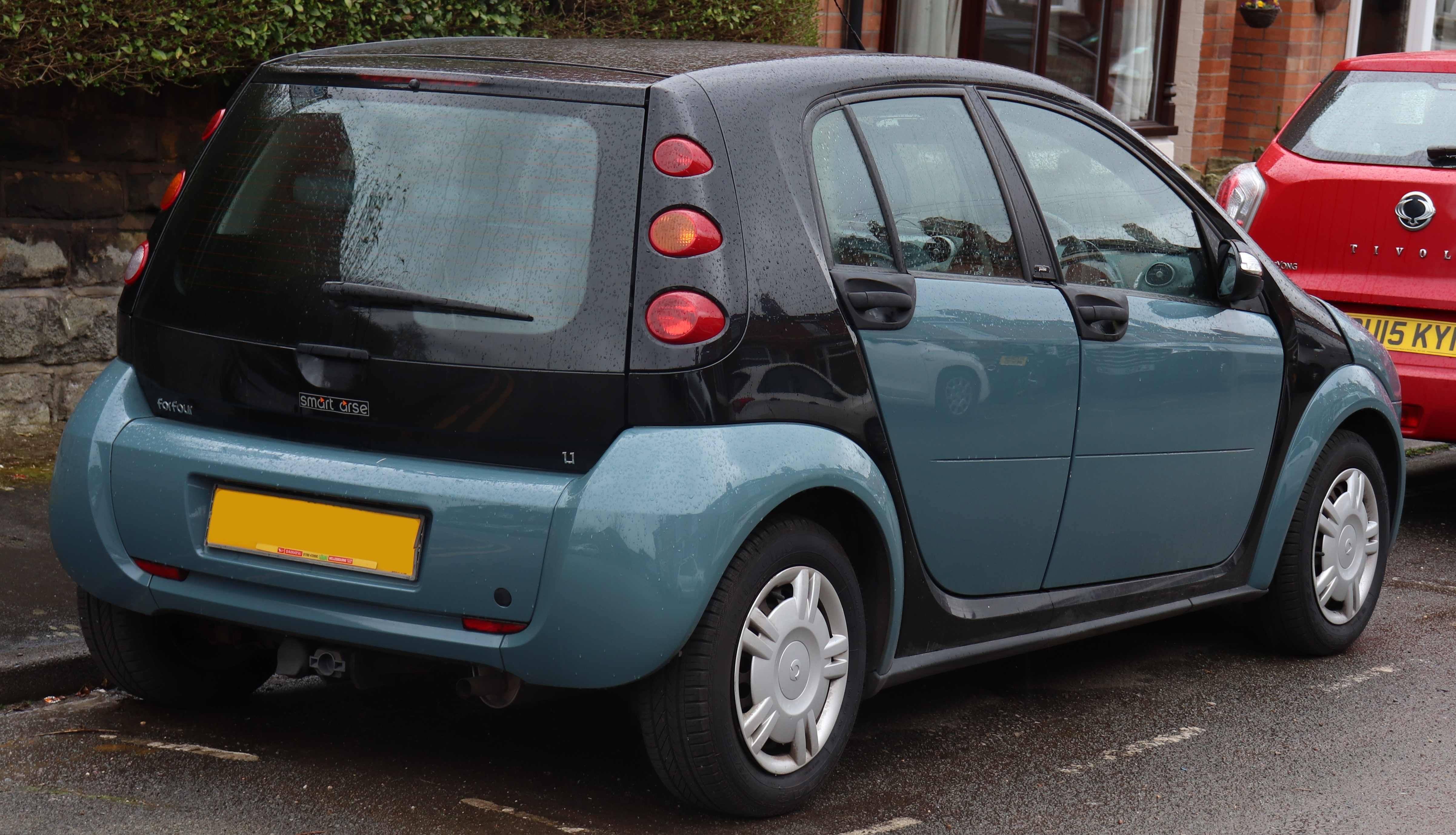
vista posterior

El Forfour de primera generació es va muntar a la fàbrica de NedCar als Països Baixos, al costat del Mitsubishi Colt. Aquesta és la mateixa factoria que produïa els Volvo 340 i Volvo V40. Per reduir costos de fabricació, el Forfour comparteix molts components amb el Colt, com el xassís i la suspensió. El Forfour estava disponible amb tres motors gasolina també originaris de Mitsubishi, un tres cilindres de 1,1 litres de cilindrada i dues quatre cilindres de 1,3 i 1,5 litres de fins a 109 CV de potència màxima; així com dos motors dièsel de 68 i 95 CV, pertanyents a el grup DaimlerChrysler.
Depenent de la versió, podia estar equipat amb ESP, ABS (estàndard en tots els models), rodes de 14 o 15 polzades, amb opció a unes de 16 polzades (llandes de 17 polzades en el model Brabus), sostre solar panoràmic (amb opció a sostre elèctric), seient del conductor regulable en alçada, ràdio il·luminada amb reproductor de CD, llums antiboira, coixins de seguretat frontals i laterals (estàndard en tots els models), alarma, aire condicionat, alçavidres elèctric a les portes davanteres i de forma opció volant multifunció amb lleves de canvi de marxa, seients calefactables, navegador amb teclat telefònic, sensor de pluja, llums automàtiques i un paquet de pell.
Es va preparar una versió esportiva anomenada «Forfour Brabus» amb un motor turbo « Mitsubishi 4G15 » de 177 CV (130 kW) 27 CV (20 kW) més que el Mitsubishi Colt CZT. El Brabus Forfour requeria un octanatge superior al habitual per desenvolupar tot el seu potencial. Aconseguia una velocitat punta de 221 km/h (137 mph) i accelerava de 0 a 100 en 6,9 seconds.
Com «prova» prèvia a llançar aquesta versió es van realitzar 500 exemplars de la versió «SportStyle», també retocada pel preparador, el motor desenvolupa uns 122 CV.
El Forfour anava a ser venut als Estats Units amb aspecte tot terreny sota el nom Smart Formore. A causa de les escasses vendes del Forfour, es va deixar de produir en 2006 i el projecte del Formore es va suspendre.
| Motor             | Codi               | Tipus            | Cilindrada      | CV                                 | Parell                          | Vel. màxima        | 0 a 100 km/h (0 a 62 mph) | Consum mixte    | Emissions de CO₂ | Ay de producció |
| Motors gasolina   | Motors gasolina    | Motors gasolina  | Motors gasolina | Motors gasolina                    | Motors gasolina                 | Motors gasolina    | Motors gasolina           | Motors gasolina | Motors gasolina  | Motors gasolina |
| ----------------- | ------------------ | ---------------- | --------------- | ---------------------------------- | ------------------------------- | ------------------ | ------------------------- | --------------- | ---------------- | --------------- |
| 1.0 12v           | M134 E11 red.      | 3 en línea       | 1.124 cc        | 47 kW (64 PS; 63 hp) a 5500 rpm    | 92 N·m (68 lb·ft) a 2500 rpm    | 158 km/h (98 mph)  | 15,3 s                    | 6.9 L/100 km    | 128 g/km         | De 2005 a 2006  |
| 1.1 12v           | M134 E11           | 3 en línea       | 1.124 cc        | 55 kW (75 PS; 74 hp) at 6000 rpm   | 100 N·m (74 lb·ft) a 3500 rpm   | 165 km/h (103 mph) | 13,4 s                    | 7.0 L/100 km    | 130 g/km         | De 2004 a 2006  |
| 1.3 16v           | M135 E13           | 4 en línea       | 1.332 cc        | 70 kW (95 PS; 94 hp) a 5250 rpm    | 125 N·m (92 lb·ft) a 4000 rpm   | 180 km/h (112 mph) | 10,8 s                    | 7.4 L/100 km    | 138 g/km         | 2004–2006       |
| 1.5 16v           | M135 E15           | 4 en línea       | 1.499 cc        | 80 kW (109 PS; 107 hp) at 6000 rpm | 145 N·m (107 lb·ft) a 4000 rpm  | 190 km/h (118 mph) | 9.8 s                     | 7.8 L/100 km    | 145 g/km         | 2004–2006       |
| 1.5 16v Brabus    | M122 E15 AL        | 4 en línea turbo | 1.468 cc        | 130 kW (177 PS; 174 hp) a 6000 rpm | 230 N·m (170 lb·ft) at 3500 rpm | 221 km/h (137 mph) | 6.9 s                     | 8.9 L/100 km    | 159 g/km         | 2005–2006       |
| Motors diésel     |                    |                  |                 |                                    |                                 |                    |                           |                 |                  |                 |
| 1.5 12v cdi 50 kW | OM639 DE15 LA red. | 3 en línea       | 1.493 cc        | 50 kW (68 PS; 67 hp) a 4000 rpm    | 160 N·m (118 lb·ft) a 1800 rpm  | 160 km/h (99 mph)  | 13,9 s                    | 5.8 L/100 km    | 121 g/km         | de 2004 a 2006  |
| 1.5 12v cdi 70 kW | OM639 DE15 LA      | 3 en línea       | 1,493 cc        | 70 kW (95 PS; 94 hp) a 4000 rpm    | 210 N·m (155 lb·ft) a 1800 rpm  | 180 km/h (112 mph) | 10,5 s                    | 5.8 L/100 km    | 121 g/km         | de 2004 a 2006  |

El motor dièsel (cdi) 1.5 L (92 in3) d'injecció directa és un motor Mercedes-Benz 3 cilindres derivat de el 4 cilindres del Mercedes-Benz Classe A i està disponible amb 68 PS (50 kW; 67 hp) i 95 PS (70 kW; 94 hp)

### Transmissions
Tots els models porten una caixa manual de 5 velocitats o automàtica de 6, excepte la versió Brabus 1.0, que només es va fabricar amb transmissió manual de 5 velocitats.

## Segona generació (W453, de 2014 a l'actualitat)
La segona generació del Forfour es va desenvolupar de la mà de Renault. Motor Trend va anunciar que aquesta generació de Smart compartiria un 70% de les seves peces amb el Renault Twingo de tercera generació.
Respecte a la futura tercera generació, Autoweek va dir que Daimler va consultar amb Ford per informar-se dels seus motors EcoBoost 1,0 de 3 cilindres.

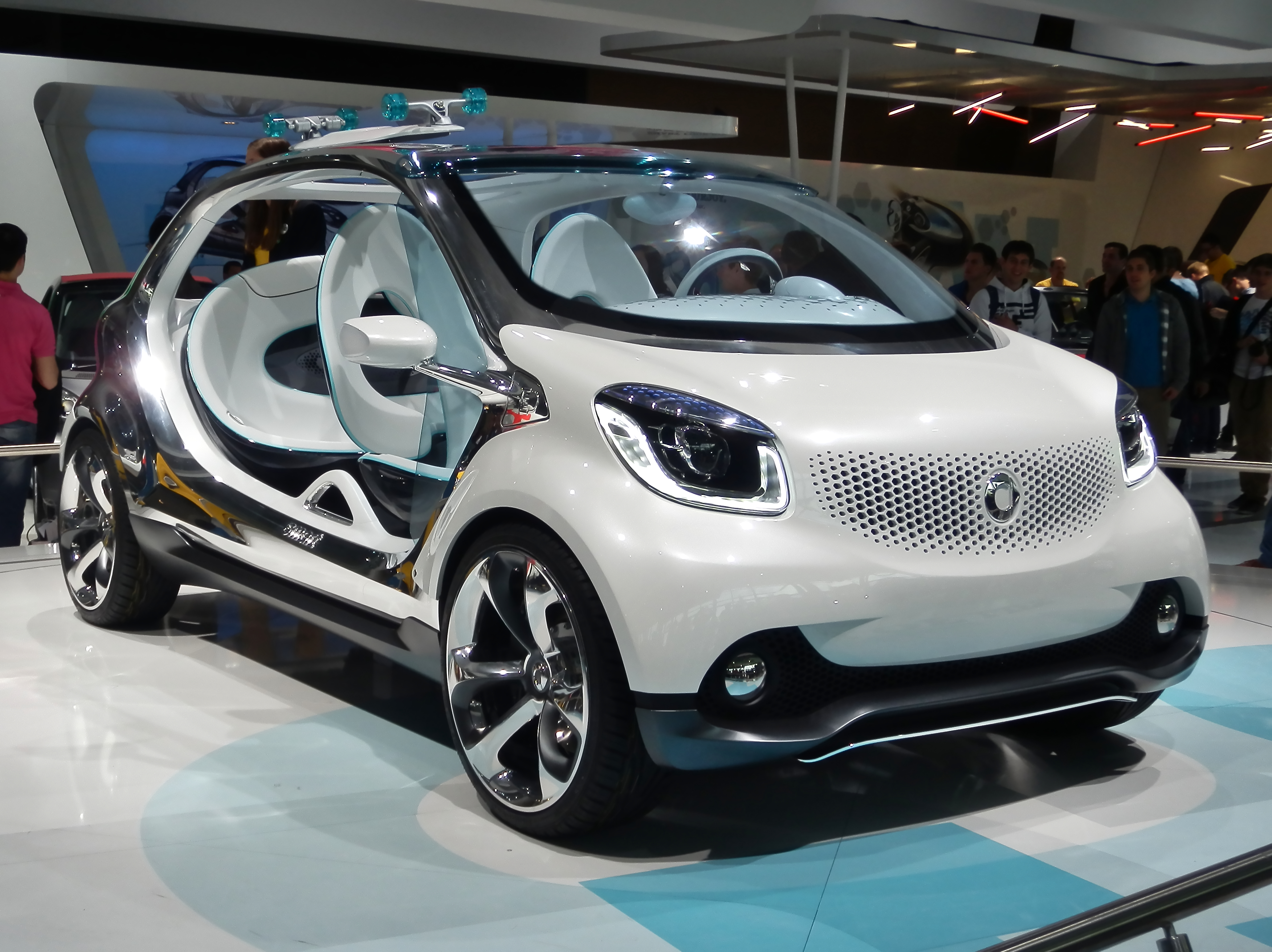
Smart Fourjoy

### Smart Fourjoy (2013)
El Smart Fourjoy és un disseny conceptual que té el seu habitacle fabricat en alumini polit completament, els pilots del darrere estan integrats i té una forma esfèrica. Compta amb uns petits faldons d'alumini i uns para-xocs lleugerament perlats. Els fars no té cobertura de vidre, les bombetes van exposades a l'aire lliure i els llums diürnes tenen forma d'U Tant per alante com per enrere consta de llums LED i té una motllura derivabrisas a la part superior i els pilars A. Enrere porta unes butaques negres foscos i el panell d'instruments és convex i tàctil i conté 2 dispositius Telèfon intel·ligent. Té un motor magnetoelèctric de 55 kW amb bateria de 17,6kWh iónlitio, un carregador de bord de 22 kW i una càmera d'alta definició.
Aquest vehicle es va presentar a la sala d'l'automòbil de Frankfurt el 2013 (sense portes ni sostre).

### Versió híbrida
Hi ha una conversió híbrida endollable fabricada per Lithium Technology Corporation i Zytek. La bateria d'ió de liti és capaç de propulsar el vehicle fins a 135 km / h amb una autonomia de 32 km. El motor és una combinació d'un motor 3 cilindres dièsel amb turbo de 68 CV i dos motors magnetoelèctrics. Va ser guardonat amb el premi a el projecte del «vehicle més lleuger en carboni».

### Versió elèctrica

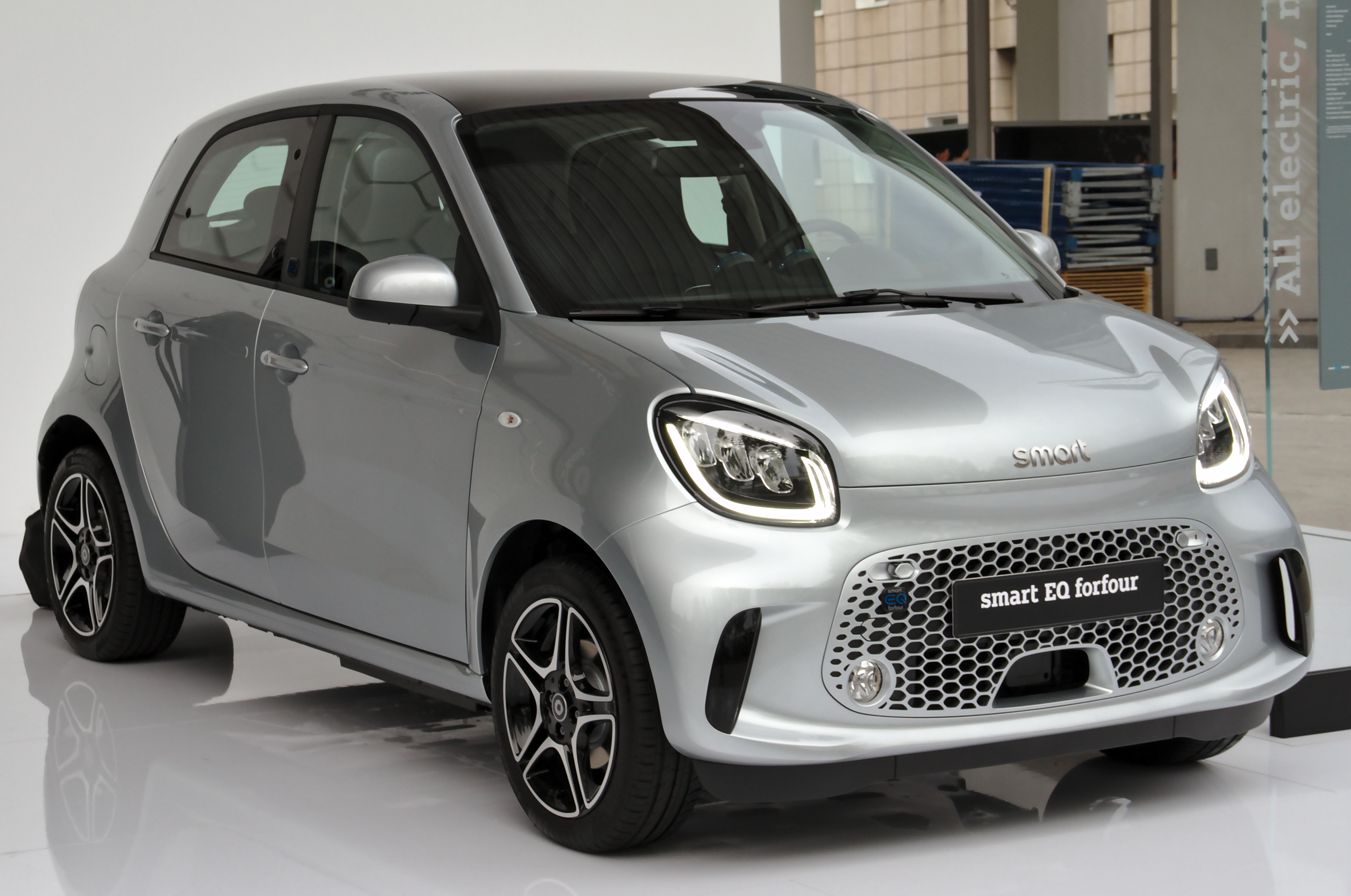
EQ Forfour

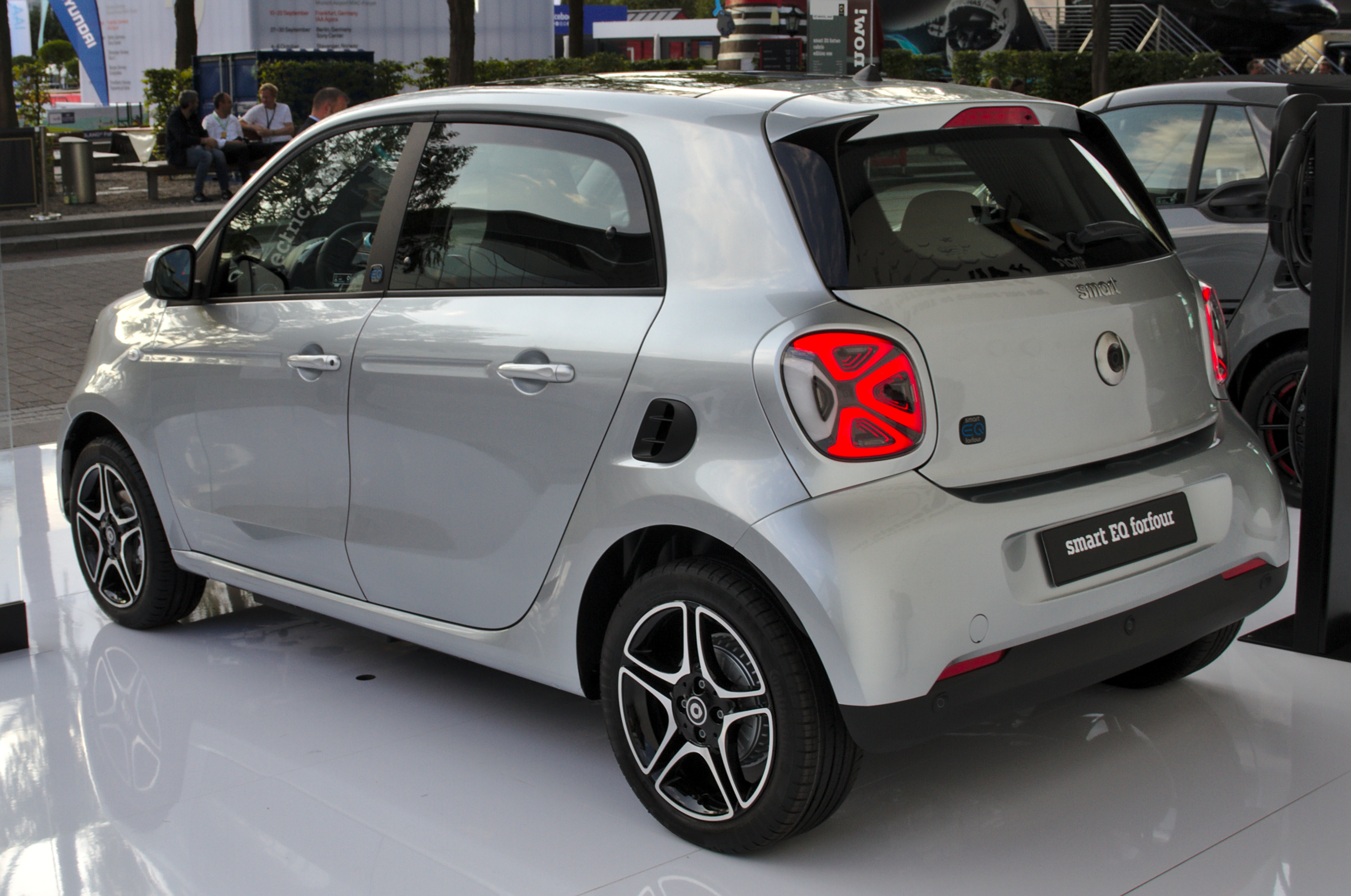

La versió elèctrica del Forfour es denominava originalment Forfour Electric Drive, i després va canviar a EQ Forfour. Es va presentar en el Saló de l'automòbil de París de 2016 i es va començar a comercialitzar a principis de 2017.
Té un motor elèctric que eroga una potència màxima de 60 kW (81 CV), i una bateria de 96 cel·les amb una capacitat de 16,7 kWh. Accelera de 0 a 100 km / ha 12,7 segons, el consum homologat és de 13,1 kWh / 100 km, i l'autonomia és de 155 km.
Aquesta versió actualment es coneix com Smart EQ Forfour.

### Motors
| motors gasolina | motors gasolina        | motors gasolina                      | motors gasolina                                       |
| model           | any                    | Tipus / Codi                         | Potència, parell - rpm                                |
| --------------- | ---------------------- | ------------------------------------ | ----------------------------------------------------- |
| Forfour 45 kW   | de 2015 d'ara endavant | 999 cc (61.0 cu in) 3 en línia       | 60 PS (44 kW; 59 hp)                                  |
| Forfour 52 kW   | de 2014 d'ara endavant | 999 cc (61.0 cu in) 3 en línia       | 71 PS (52 kW; 70 hp), 91 N·m (67 lbf·ft) 2850 rpm     |
| Forfour 66 kW   | de 2014 d'ara endavant | 898 cc (54.8 cu in) 3 en línia turbo | 90 PS (66 kW; 89 hp), 135 N·m (100 lbf·ft) 2500 rpm   |
| Forfour Brabus  | de 2016 d'ara endavant | 898 cc (54.8 cu in) 3 en línia turbo | 108 PS (79 kW; 107 hp), 175 N·m (129 lbf·ft) 2500 rpm |
| motor elèctric  |                        |                                      |                                                       |
| model           | any                    | Tipus / Codi                         | Potència, parell - rpm                                |
| EQ Forfour      |                        | motor elèctric                       | 82 CV (60 kW), 160 N·m (118 lbf·ft)                   |

Tots els models gasolina estan disponibles amb caixa de canvis manual de 5 velocitats o caixa dinàmica de doble embragatge de 6 velocitats.